# Putbergen
Putbergen este o arie protejată (arie specială de conservare — SAC, sit de importanță comunitară — SCI) din Suedia întinsă pe o suprafață de 14,5 ha, integral pe uscat.

## Localizare
Centrul sitului Putbergen este situat la coordonatele 59°11′06″N 16°55′57″E / 59.1851°N 16.9324°E.

## Înființare
Situl Putbergen a fost declarat sit de importanță comunitară în decembrie 1995 pentru a proteja 1 specie de plante. Situl a fost protejat și ca arie specială de conservare în martie 2011.

## Biodiversitate
Situată în ecoregiunea boreală, aria protejată conține 2 habitate naturale: Taiga vestică, Mlaștini împădurite.
La baza desemnării sitului se află o specie protejată de  plante: Buxbaumia viridis.